# Янковский, Григорий Григорьевич
Григорий Григорьевич Янковский (пол. Grzegorz Jankowski; 8 (21) марта 1914 — 3.6.1947) — украинский националист, коллаборационист, сержант Войска Польского, служащий Украинской вспомогательной полиции III Рейха, старший булавный УПА и командир сотни.

## Биография
До войны Янковский служил в Войске Польском, сержант. Во время Второй мировой руководил отделом Украинской вспомогательной полиции (нем. Hilfspolizei) в селе Ольшаны, в 1943 году оставил должность и нелегально вступил в УПА. Командовал сотней «Ударники-6», с 1 января 1946 в звании старшего булавного.
Летом 1945 года из «отрядов самообороны» Пшемысльского надрайона (Польша) была сформирована сотня из трёх рот, командиром (сотенным) которой был назначен Янковский. Осенью 1945 года он, при помощи Владимира Щигельского начал свою деятельность на территории Польши в Тыряве-Сольной.
В течение 1946 года его сотня подчинялась куреню Петра Миколенко, ведя боевые действия против польских сил правопорядка на территории Пшемысльского повята.
3 июня 1947 Янковский ликвидирован в районе Лещава-Гурна силами польских войск и полиции, в ходе битвы против двух сотен боевиков УПА (в результате погибли 16 солдат польской армии).
В селе Калинов Самборского района Львовской области (Украина), Янковскому и другим погибшим бойцам УПА, установлен памятник.